# Chaînon Supporters
Le chaînon Supporters (en anglais : Supporters Range) est un massif montagneux de la chaîne de la Reine-Maud, dans la chaîne Transantarctique, en Antarctique. Son point culminant, le mont White, s'élève à 3 470 mètres d'altitude. Il est bordé au nord-ouest par le glacier Beardmore et au sud-ouest par le glacier Mill.

## Sommets principaux
- Mont White, 3 470 m
- Mont Iveagh, 3 422 m
- Mont Westminster, 3 368 m
- Mont Kinsey, 3 110 m
- Mont Henry Lucy, 3 021 m

## Histoire
Le chaînon Supporters est découvert en 1908 par l'expédition Nimrod dirigée par Ernest Shackleton. Plusieurs sommets étant baptisés en hommage à l'équipe de soutien (supporters) de cette expédition, il est ainsi nommé par la New Zealand Geological Survey Antarctic Expedition de 1961-1962.